# アナトール・コリネ・マコソ
アナトール・コリネ・マコソ（仏:  Anatole Collinet Makosso、1965年3月11日 - ）は、コンゴ共和国の政治家。同国首相。2011年から2021年まで教育相を歴任。

## 経歴
政界進出前は教師として働き、1990年代初頭、マコソはクイル県知事補佐官に任じられる。1998年から2011年まで、ドニ・サスヌゲソ大統領の顧問を務め、大統領夫人であるアントワネット・サスネゲソの個人秘書も務めた。2009年にサスヌゲソの娘エディス・ルーシー・ボンゴの死後、ボンゴが残した著書を出版させた。
2010年にパリ第2大学で法学博士を取得。
2011年8月17日、サスヌゲソ大統領による内閣再編の一環として、青少年・市民教育大臣に任命される。2016年3月の大統領選挙でサスヌゲソが勝利を遂げた後、2016年4月30日にデリネ・アルメリア・ドゥカガをマコソの後任として青年・市民教育大臣に任命し、マコッソを初等中等教育大臣に任命した。
2017年7月の総選挙でマコッソは、ポワント・ノワール・ローンジリ地域第一選挙区で与党コンゴ労働党（PCT）の候補者として立候補。第1回投票で72%の得票率で議席を獲得し、野党である民主主義と社会進歩のための集会（RDPS）の幹事長であるジュリアン・マコウンディ・チビンバを破る。
2021年5月14日にマコソは首相となり、マコソ内閣が発足。内閣の構成員にはサスヌゲソ大統領の息子ドニ＝クリステル・サスヌゲソも含まれている。マコソ内閣は公債の削減や国際通貨基金との対応に追われることとなった。